# Wireless Gigabit Alliance
La Wireless Gigabit Alliance (WiGig Alliance) va ser una associació comercial que va desenvolupar i va promoure l'adopció de la tecnologia de comunicacions sense fils de velocitat multigigabit per segon " WiGig " que funcionava sobre la banda de freqüència de 60 GHz sense llicència. L'aliança va ser subsumida per la Wi-Fi Alliance el març de 2013.
La formació de l'aliança WiGig per promoure el protocol IEEE 802.11ad es va anunciar el maig de 2009. L'especificació WiGig de la versió 1.0 completada es va anunciar el desembre de 2009. El maig de 2010, WiGig va anunciar la publicació de les seves especificacions, l'obertura del seu Programa d'Adoptors i l'acord d'enllaç amb la Wi-Fi Alliance per cooperar en l'expansió de les tecnologies Wi-Fi. El juny de 2011, WiGig va anunciar el llançament de la seva especificació versió 1.1 preparada per a la certificació.